# Зуевский, Виктор Андреевич
Виктор Андреевич Зуе́вский (1918—1972) — советский учёный и конструктор. Лауреат Ленинской премии.

## Биография

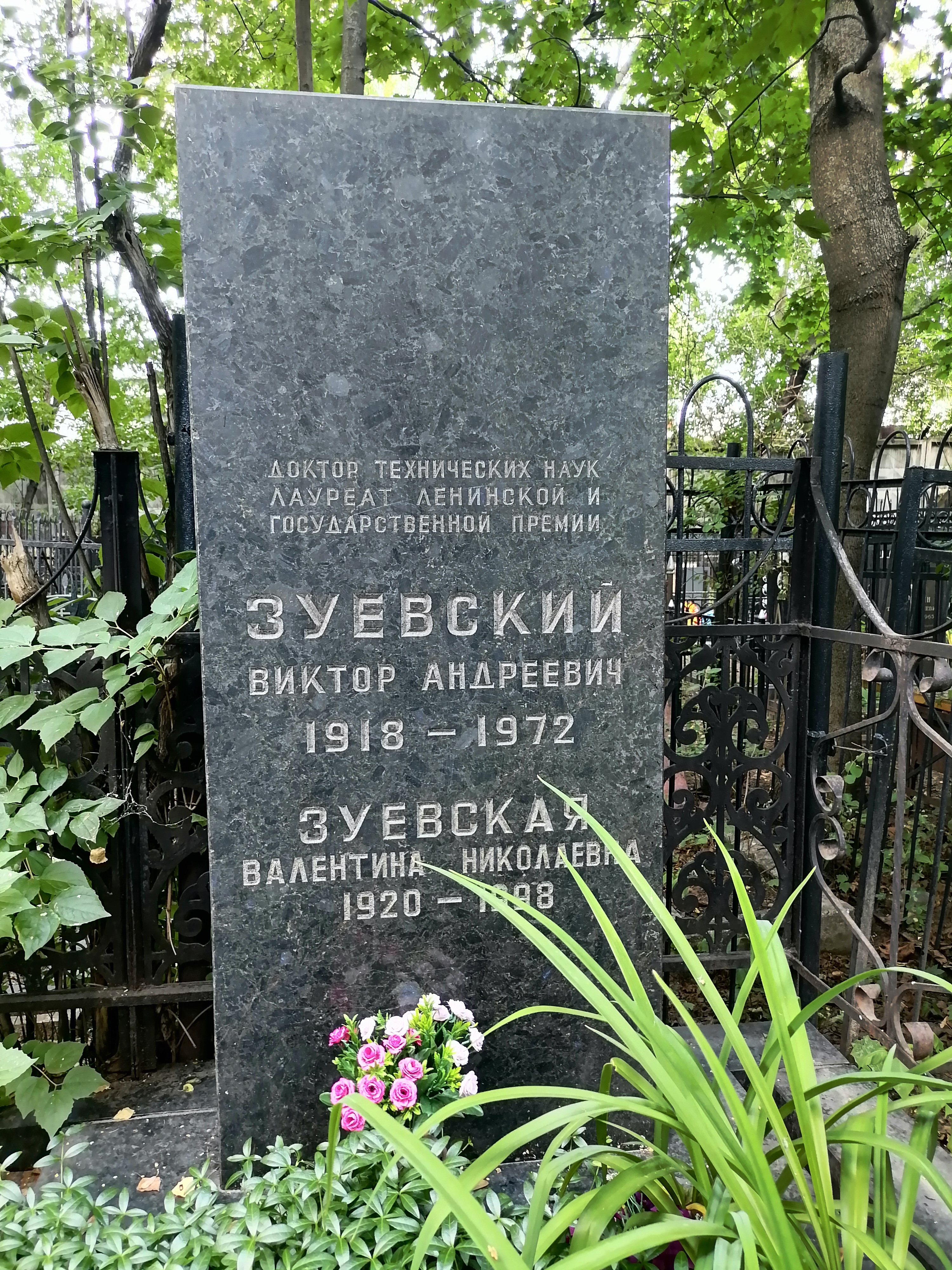
Могила на Ваганьковском кладбище

В 1941 году окончил МЭИ. В 1941—1947 годах инженер на авиационных заводах и в НИИ самолётного оборудования (НИСО).
В 1947—1954 годах в РФЯЦ-ВНИИЭФ — старший инженер, руководитель группы, заместитель начальника и начальник отдела. Участник атомного проекта, в котором был начальником проектно-конструкторской лаборатории аппаратуры автоматики подрыва заряда.
В 1954—1972 годах во ВНИИА — заместитель главного конструктора, с 1964 главный конструктор.
Доктор технических наук.
Похоронен на Ваганьковском кладбище (участок № 7).

## Награды и премии
- Сталинская премия третьей степени (1953) — за разработку конструкции основных узлов изделий РДС-6с, РДС-4 и РДС-5
- Ленинская премия (1960) — за разработку ядерных боеприпасов для первой межконтинентальной баллистической ракеты Р-7.
- орден «Знак Почёта» (1951)
- орден Ленина (1962).
- медали